# Shablo
Shablo, pseudonimo di Pablo Miguel Lombroni Capalbo (Buenos Aires, 17 novembre 1980), è un disc jockey e produttore discografico argentino naturalizzato italiano, trasferitosi in Italia in giovane età e in seguito residente ad Amsterdam.
Attivo nell'hip hop italiano dalla fine degli anni novanta, produce e viene coinvolto in progetti fino al suo trasferimento ad Amsterdam, avvenuto nel 2005; nella città olandese prosegue la sua attività di DJ producer. Dal 2007 ha iniziato a collaborare con artisti italiani ed internazionali. Nokia lo ha scelto come artista ufficiale Trendslab, portandolo per un anno in un tour internazionale che lo ha visto esibire su palchi e in club di più Paesi. Si è esibito dal vivo a fianco di artisti fra i quali Justice, Duran Duran, Mya e Wu-Tang Clan.

## Biografia

### Primi anni e collaborazioni
Nasce a Buenos Aires nel 1980, dove la famiglia materna emigrò da Senise, in provincia di Potenza. Si trasferisce a Perugia, in Italia, dove ha un primo approccio con l'hip hop. Si cimenta nel rapping, ma trova la sua vocazione nella figura del DJ producer. Nel 1999 si trasferisce a Bologna, mentre due anni più tardi ha prodotto il primo album solista di Inoki, 5º Dan, e nello stesso anno si è unito al collettivo Porzione Massiccia Crew.
Nel 2003 Shablo ha iniziato a collaborare con il gruppo milanese Club Dogo per il tour promozionale del loro album Mi fist, mentre nel 2004 realizza la sigla del programma televisivo Hip Hop Generation, condotto da Inoki. Successivamente, si allontana dall'Italia per cimentarsi in altri progetti: comincia così una collaborazione con i Feel Good Productions, team internazionale di 15 persone tra musicisti, MC, DJ e VJ, e dal sodalizio scaturiranno due importanti progetti. La collaborazione con il toaster anglo-giamaicano Navigator e delle produzioni per la cantante soul britannica Vaanya Diva. Firma produzioni per programmi televisivi olandesi e siti Internet mentre inizia il sodalizio con la cantante peruviana Poopatch. Nel 2004 Shablo partecipa al mixtape PMC VS Club Dogo - The Official Mixtape e produce alcuni brani per l'album Lo spettacolo è finito di Rischio. Questi lavori gli garantiscono un posto nel The Italian Job, team di produttori formato da Shablo, Don Joe e DJ Shocca. The Italian Job si occuperà delle produzioni di Fabiano detto Inoki, secondo lavoro solista di Inoki, uscito nel 2005.
Nel 2005 cura il progetto My Sentence, un'unica traccia di quattordici minuti ove si unisce hip hop italiano, inglese, francese ed arabo in onore dell'artista contemporaneo Jota Castro. Alla traccia partecipano Club Dogo, Vincenzo da Via Anfossi, Sean, Tek Money, Gianni KG, Royal Mehdi e Weld Grira. L'anno successivo, Shablo si unisce con il produttore J-Falla, con il quale forma il team Shablo e J-Falla. I due si dedicano alle produzioni del disco Reloaded - Lo spettacolo è finito Pt. 2 di Rischio, molto innovative e fresche, inoltre insieme producono No More Sorrow per il secondo disco del Club Dogo, Penna capitale.

### 2008-2011:The Second FeelingeThori & Rocce
Il 21 maggio 2008 Shablo pubblica il suo album di debutto, intitolato The Second Feeling e distribuito dalla Barely Legal. L'album ha visto la partecipazione di Caprice, Poopatch, Vaanya Diva, Grand Agent, Liv L Raynge ed altri musicisti. Dall'album è stato inoltre estratto il singolo Count on Me, il quale vede la partecipazione vocale del cantante soul olandese Caprice. Il brano verrà ripreso successivamente nel 2011 da Guè nel suo album Il ragazzo d'oro, sotto il titolo di Conta su di me.
Nel 2008 Shablo incontra Dankery Harv (metà del duo hip hop di Detroit Frank N' Dank, noto per le numerose collaborazioni con J Dilla) ad Amsterdam durante il loro tour europeo e con lui inizierà un rapporto di collaborazione che si concretizzerà nell'EP Have Mercy on Me, pubblicato nel novembre 2010.
Nel 2011 ha collaborato con il beatmaker dei Club Dogo, Don Joe, dando vita all'album Thori & Rocce. Il disco ha visto la partecipazione di numerosi artisti appartenenti alla scena hip hop italiana e non, come Fabri Fibra, J-Ax, Club Dogo, Marracash e Francesco Sarcina.
Appare in un breve messaggio finale nell'album di Max Pezzali Hanno ucciso l'uomo ragno 2012, alla fine della traccia Non me la menare (feat Entics).

### 2016: Roccia Music eMate y espíritu
Nel 2013 ha fondato insieme al rapper e collega Marracash, la loro etichetta discografica indipendente Roccia Music, di cui hanno realizzato l'album Genesi nel 2014.
Il 4 gennaio 2016 Shablo ha annunciato il suo secondo album da solista, intitolato Mate y espíritu e uscito il 22 dello stesso mese. Descritto dallo stesso DJ come il seguito del primo album The Second Feeling, l'album è stato registrato durante i suoi viaggi a New York, nell'America meridionale e nei Paesi Bassi e vedrà la partecipazione vocale di numerosi artisti contemporary R&B europei, di cui alcuni erano già presenti in The Second Feeling.

### 2025: Festival di Sanremo 2025 eManifesto
Nel 2025 ha debuttato al Festival di Sanremo con La mia parola insieme a Joshua, Guè e Tormento, classificandosi al diciottesimo posto al termine della manifestazione. Con il cantante e i due rapper ha collaborato anche in Spirito libero. Il 4 luglio ha pubblicato il suo quarto album, Manifesto. Nei mesi successivi si è esibito in diversi palchi d'Italia con il suo Street Jazz tour 2025.

## Discografia
- 2008 – The Second Feeling
- 2011 – Thori & Rocce (con Don Joe)
- 2016 – Mate y espíritu
- 2025 – Manifesto